# 도케정
도케정(土気町)은 지바현 산부군에 일찍이 존재했던 정이다.
현재의 지바시 미도리구 동부에 해당한다.

## 역사
- 1889년 4월 1일 - 정촌제 시행에 의해 야마베군 도케혼고정이 성립하였다.
- 1897년 4월 1일 - 야마베군, 무사군이 통합하여, 산부군이 성립해, 산부군 도케혼고정이 되었다.
- 1939년 4월 1일 - 혼고정으로 개칭되었다.
- 1963년 5월 1일 - 이치하라시의 일부에 편입되었다.
- 1969년 7월 15일 - 지바시에 편입되어 동일 도케정은 폐지되었다.

## 교통

### 철도
- 국철 (→ JR동일본)
  - 가사라즈선

## 비고
- 지바시에 편입된 후에도 중의원 선거구는 지바현 제1선거구가 아닌 지바현 제3선거구였다. 1994년 소선거구 비례대표 병립제로의 전환에 따라 구 도키정을 포함한 미도리구 전체가 지바현 제3선거구이다.
- 구 시외전화번호는 04757(이후 0472-94〜5→043-294〜5)이다. 정령시 시행까지의 우편번호는 299-31(현 267-0051〜67)이었다.
- 도케성터

## 관련링크
- 土気地域の近世補遺史料ほか『千葉いまむかし』2号、千葉市教育委員会、1989.3